# Grand Prix Bahrajnu 2006
Grand Prix Bahrajnu 2006 (oficiálně III Gulf Air Bahrain Grand Prix) se jela na okruhu Bahrain International Circuit v Sachíru v Bahrajnu dne 12. března 2006. Závod byl prvním v pořadí v sezóně 2006 šampionátu Formule 1.
V rámci doprovodných akcí se jezdci týmu McLaren se zúčastnili tiskové konference v hotelu Ritz a také ukázky cvičených sokolů, chlouby místních šejků. Robert Doornbos z týmu Red Bull provázel modelky a hostesky po garážích a seznamoval je s technikou. Divákům se představily také osobnosti v závodě cestovních vozů Pro celebrity race, kde startoval i bývalý pilot F1 Johnny Herbert, britský zpěvák Jay Kay nebo modelka Emma Parker Bowles.
Na okruhu se objevily i známe osobnosti z oblasti automobilového sportu jako Niki Lauda, Gil de Ferran, Walter Wolf, Jackie Stewart nebo Craig Pollock. Některé jezdce doprovázely manželky nebo přítelkyně. Dále byl v boxech například německý tenista Boris Becker a německá plavkyně Franziska van Almsicková. Keke Rosberg doprovodil svého syna Nica. V nové roli byla i Karen Minier, reportérka TF1, přijela d Bahrajnu jako nová přítelkyně Davida Coultharda.
Korunní princ Bahrajnu Salman bin Hamad Al Khalifa předal pohár vítězi závodu Fernandu Alonsovi. Druhý Michael Schumacher převzal cenu z rukou ministra sportu Fawaz bin Mohammeda. Cenu pro třetího Kimi Räikkönena přinesl prezident BMF Abdulla bin Isa. Trofej pro vítězný tým převzal Flavio Briatore z rukou prezidenta Gulf Air Jamese Hogana.

## Výsledky
| Poř. | Jezdec               | Vůz               | Čas          |
| ---- | -------------------- | ----------------- | ------------ |
| 1    | Fernando Alonso      | Renault R26       | 1h 29:46,205 |
| 2    | Michael Schumacher   | Ferrari 248 F1    | +1,246       |
| 3    | Kimi Räikkönen       | McLaren MP4/21    | +19,360      |
| 4    | Jenson Button        | Honda RA106       | +19,992      |
| 5    | Juan Pablo Montoya   | McLaren MP4/21    | +37,048      |
| 6    | Mark Webber          | Williams FW28     | +41,932      |
| 7    | Nico Rosberg         | Williams FW28     | +1:03,043    |
| 8    | Christian Klien      | Red Bull RB2      | +1:06,771    |
| 9    | Felipe Massa         | Ferrari 248 F1    | +1:09,907    |
| 10   | David Coulthard      | Red Bull RB2      | +1:15,541    |
| 11   | Vitantonio Liuzzi    | Torro Rosso STR01 | +1:25,997    |
| 12   | Nick Heidfeld        | BMW Sauber F1.06  | +1 kolo      |
| 13   | Scott Speed          | Torro Rosso STR01 | +1 kolo      |
| 14   | Ralf Schumacher      | Toyota TF106      | +1 kolo      |
| 15   | Rubens Barrichello   | Honda RA106       | +1 kolo      |
| 16   | Jarno Trulli         | Toyota TF106      | +1 kolo      |
| 17   | Tiago Monteiro       | Midland M16       | +2 kola      |
| 18   | Takuma Sató          | Super Aguri SA05  | +4 kola      |
| Kolo | Odstoupili           | Odstoupili        | Odstoupili   |
| 35   | Júdži Ide            | Super Aguri SA05  | Motor        |
| 29   | Jacques Villeneuve   | BMW Sauber F1.06  | Motor        |
| 21   | Giancarlo Fisichella | Renault R26       | Hydraulika   |
| 0    | Christijan Albers    | Midland M16       | Hnací hřídel |

### Vedení v závodě
| Kola         | km        | Jezdec             | %    |
| ------------ | --------- | ------------------ | ---- |
| 1.–15. kolo  | 81,18 km  | Michael Schumacher | 26 % |
| 16.–19. kolo | 21,648 km | Fernando Alonso    | 7 %  |
| 20.–23. kolo | 21,648 km | Juan Pablo Montoya | 7 %  |
| 24.–35. kolo | 64,944 km | Michael Schumacher | 21 % |
| 36.–39. kolo | 21,648 km | Fernando Alonso    | 7 %  |
| 40. kolo     | 5,412 km  | Jenson Button      | 2 %  |
| 41.–57. kolo | 92,004 km | Fernando Alonso    | 30 % |

### Postavení na startu
- Modře – startoval z boxu
- Žlutě – rozhodující čas pro postavení na startu

|        |                                        |    |                                    | Kvalifikace III.                      | Kvalifikace II.                        | Kvalifikace I.                         |
| ------ | -------------------------------------- | -- | ---------------------------------- | ------------------------------------- | -------------------------------------- | -------------------------------------- |
| 1      | Michael Schumacher Ferrari 1:31,431    |    |                                    | Michael Schumacher Ferrari 1:31,431   | Fernando Alonso Renault 1:31,215       | Fernando Alonso Renault 1:32,433       |
|        |                                        | 2  | Felipe Massa Ferrari 1:31,478      | Felipe Massa Ferrari 1:31,478         | Juan Pablo Montoya McLaren 1:31,487    | Jenson Button Honda 1:32,603           |
| 3      | Jenson Button Honda 1:31,549           |    |                                    | Jenson Button Honda 1:31,549          | Giancarlo Fisichella Renault 1:31,831  | Giancarlo Fisichella Renault 1:32,934  |
|        |                                        | 4  | Fernando Alonso Renault 1:31,702   | Fernando Alonso Renault 1:31,702      | Nick Heidfeld BMW 1:31,958             | Nico Rosberg Williams 1:32,945         |
| 5      | Juan Pablo Montoya McLaren 1:32,164    |    |                                    | Juan Pablo Montoya McLaren 1:32,164   | Felipe Massa Ferrari 1:32,014          | Juan Pablo Montoya McLaren 1:33,233    |
|        |                                        | 6  | Rubens Barrichello Honda 1:32,579  | Rubens Barrichello Honda 1:32,579     | Michael Schumacher Ferrari 1:32,025    | Michael Schumacher Ferrari 1:33,310    |
| 7      | Mark Webber Williams 1:33,006          |    |                                    | Mark Webber Williams 1:33,006         | Jenson Button Honda 1:32,025           | Nick Heidfeld BMW 1:33,374             |
|        |                                        | 8  | Christian Klien Red Bull 1:33,112  | Christian Klien Red Bull 1:33,112     | Christian Klien Red Bull 1:32,106      | Mark Webber Williams 1:33,454          |
| 9      | Giancarlo Fisichella Renault 1:33,496  |    |                                    | Giancarlo Fisichella Renault 1:33,496 | Mark Webber Williams 1:32,309          | Felipe Massa Ferrari 1:33,579          |
|        |                                        | 10 | Nick Heidfeld BMW 1:33,926         | Nick Heidfeld BMW 1:33,926            | Rubens Barrichello Honda 1:32,322      | David Coulthard Red Bull 1:33,678      |
| 11     | Jacques Villeneuve BMW 1:32,456        |    |                                    |                                       | Jacques Villeneuve BMW 1:32,456        | Jacques Villeneuve BMW 1:33,882        |
|        |                                        | 12 | Nico Rosberg Williams 1:32,620     |                                       | Nico Rosberg Williams 1:32,620         | Rubens Barrichello Honda 1:33,922      |
| 13     | David Coulthard Red Bull 1:32,850      |    |                                    |                                       | David Coulthard Red Bull 1:32,850      | Jarno Trulli Toyota 1:33,987           |
|        |                                        | 14 | Jarno Trulli Toyota 1:33,066       |                                       | Jarno Trulli Toyota 1:33,066           | Scott Speed Torro Rosso 1:33,995       |
| 15     | Vitantonio Liuzzi Torro Rosso 1:33,416 |    |                                    |                                       | Vitantonio Liuzzi Torro Rosso 1:33,416 | Christian Klien Red Bull 1:34,308      |
|        |                                        | 16 | Scott Speed Torro Rosso 1:34,606   |                                       | Scott Speed Torro Rosso 1:34,606       | Vitantonio Liuzzi Torro Rosso 1:34,439 |
| 17     | Ralf Schumacher Toyota 1:34,702        |    |                                    |                                       |                                        | Ralf Schumacher Toyota 1:34,702        |
|        |                                        | 18 | Christijan Albers Midland 1:35,724 |                                       |                                        | Christijan Albers Midland 1:35,724     |
| 19     | Tiago Monteiro Midland 1:35,900        |    |                                    |                                       |                                        | Tiago Monteiro Midland 1:35,900        |
|        |                                        | 20 | Takuma Sató Super Aguri 1:37,411   |                                       |                                        | Takuma Sató Super Aguri 1:37,411       |
| 21     | Júdži Ide Super Aguri 1:40,270         |    |                                    |                                       |                                        | Júdži Ide Super Aguri 1:40,270         |
|        |                                        | 22 | Kimi Räikkönen McLaren 0000        |                                       |                                        | Kimi Räikkönen McLaren 0000            |
| Zdroj: |                                        |    |                                    |                                       |                                        |                                        |

### Páteční tréninky
- Zeleně – třetí pilot pro páteční trénink.

|    | I. Trénink                             |    | II. Trénink                            |
| -- | -------------------------------------- | -- | -------------------------------------- |
| 1  | Robert Kubica BMW 1:32,170             | 1  | Anthony Davidson Honda 1:31,353        |
| 2  | Alexander Wurz Williams 1:32,184       | 2  | Michael Schumacher Ferrari 1:31,751    |
| 3  | Kimi Räikkönen McLaren 1:33,388        | 3  | Alexander Wurz Williams 1:31,764       |
| 4  | Michael Schumacher Ferrari 1:33,469    | 4  | Felipe Massa Ferrari 1:32,175          |
| 5  | Christian Klien Red Bull 1:34,800      | 5  | Fernando Alonso Renault 1:32,538       |
| 6  | Neel Jani Torro Rosso 1:34,831         | 6  | Vitantonio Liuzzi Torro Rosso 1:32,703 |
| 7  | Juan Pablo Montoya McLaren 1:34,887    | 7  | Robert Doornbos Red Bull 1:32,926      |
| 8  | Felipe Massa Ferrari 1:34,925          | 8  | Giancarlo Fisichella Renault 1:33,215  |
| 9  | David Coulthard Red Bull 1:35,017      | 9  | Jenson Button Honda 1:33,226           |
| 10 | Vitantonio Liuzzi Torro Rosso 1:35,083 | 10 | Robert Kubica BMW 1:33,244             |
| 11 | Robert Doornbos Red Bull 1:35,203      | 11 | Christian Klien Red Bull 1:33,557      |
| 12 | Scott Speed Torro Rosso 1:35,371       | 12 | Kimi Räikkönen McLaren 1:33,577        |
| 13 | Tiago Monteiro Midland 1:36,542        | 13 | Juan Pablo Montoya McLaren 1:33,726    |
| 14 | Christijan Albers Midland 1:36,930     | 14 | Nick Heidfeld BMW 1:33,848             |
| 15 | Markus Winkelhock Midland 1:37,918     | 15 | Neel Jani Torro Rosso 1:33,900         |
| 16 | Takuma Sató Super Aguri 1:38,190       | 16 | Scott Speed Torro Rosso 1:34,284       |
| 17 | Júdži Ide Super Aguri 1:40,782         | 17 | Mark Webber Williams 1:34,333          |
| –  | Anthony Davidson Honda 0000            | 18 | Rubens Barrichello Honda 1:34,384      |
| –  | Fernando Alonso Renault                | 19 | David Coulthard Red Bull 1:34,432      |
| –  | Giancarlo Fisichella Renault           | 20 | Tiago Monteiro Midland 1:34,459        |
| –  | Ralf Schumacher Toyota                 | 21 | Nico Rosberg Williams 1:34,953         |
| –  | Jarno Trulli Toyota                    | 22 | Ralf Schumacher Toyota 1:35,170        |
| –  | Nick Heidfeld BMW                      | 23 | Markus Winkelhock Midland 1:35,686     |
| –  | Jacques Villeneuve BMW                 | 24 | Jarno Trulli Toyota 1:35,898           |
| –  | Mark Webber Williams                   | 25 | Jacques Villeneuve BMW 1:36,264        |
| –  | Nico Rosberg Williams                  | 26 | Christijan Albers Midland 1:36,314     |
| –  | Jenson Button Honda                    | 27 | Takuma Sató Super Aguri 1:37,588       |
| –  | Rubens Barrichello Honda               | 28 | Júdži Ide Super Aguri 1:39,021         |

### Sobotní tréninky
| 1  | Jenson Button Honda 1:31,857           | 2  | Michael Schumacher Ferrari 1:31,868   |
| 3  | Fernando Alonso Renault 1:31,975       | 4  | Giancarlo Fisichella Renault 1:32,050 |
| 5  | Felipe Massa Ferrari 1:32,826          | 6  | Jacques Villeneuve BMW 1:32,913       |
| 7  | Jarno Trulli Toyota 1:33,038           | 8  | Kimi Räikkönen McLaren 1:33,262       |
| 9  | Ralf Schumacher Toyota 1:33,523        | 10 | Mark Webber Williams 1:33,876         |
| 11 | Christian Klien Red Bull 1:33,944      | 12 | Rubens Barrichello Honda 1:34,009     |
| 13 | Nick Heidfeld BMW 1:34,094             | 14 | David Coulthard Red Bull 1:34,142     |
| 15 | Juan Pablo Montoya McLaren 1:34,406    | 16 | Nico Rosberg Williams 1:34,434        |
| 17 | Christijan Albers Midland 1:34,541     | 18 | Tiago Monteiro Midland 1:35,026       |
| 19 | Vitantonio Liuzzi Torro Rosso 1:35,351 | 20 | Scott Speed Torro Rosso 1:35,532      |
| 21 | Takuma Sató Super Aguri 1:36,994       | 22 | Júdži Ide Super Aguri 1:41,889        |

### Stav MS po závodě
|   | Jezdec             | Body |
| - | ------------------ | ---- |
| 1 | Fernando Alonso    | 10   |
| 2 | Michael Schumacher | 8    |
| 3 | Kimi Räikkönen     | 6    |
| 4 | Jenson Button      | 5    |
| 5 | Juan Pablo Montoya | 4    |
| 6 | Mark Webber        | 3    |
| 7 | Nico Rosberg       | 2    |
| 8 | Christian Klien    | 1    |

|   | Vůz      | Body |
| - | -------- | ---- |
| 1 | Renault  | 10   |
| 2 | McLaren  | 10   |
| 3 | Ferrari  | 8    |
| 4 | Honda    | 5    |
| 5 | Williams | 5    |
| 6 | Red Bull | 1    |

|   | Stát           | Body |
| - | -------------- | ---- |
| 1 | Španělsko      | 10   |
| 2 | Německo        | 10   |
| 3 | Finsko         | 6    |
| 4 | Velká Británie | 5    |
| 5 | Kolumbie       | 4    |
| 6 | Austrálie      | 3    |
| 7 | Rakousko       | 1    |

### Zajímavosti
- Jednalo se o 751. Grand Prix.
- Fernando Alonso zaznamenal 9. vítězství, které bylo zároveň 9. vítězství pro Španělsko.
- Tým Renault zaznamenal 26. vítězství.
- Vůz se startovním číslem 1 získal 136. vítězství.
- V závodě debutovali Nico Rosberg, Scott Speed a Júdži Ide.
- Představily se i nové týmy BMW, Midland, Super Auguri a Toro Rosso.
- Všechny týmy nasadily nové vozy, BMW F1.06, Ferrari 248F1, Honda RA106, McLaren MP4/21, Midland M16, Red Bull RB2, Renault R26, Super Auguri SA05, Toro Rosso STR01, Toyota TF106 a Williams FW28.
- Christian Albers a Tiago Monteiro startovali ve své 20 GP.
- Motor Cosworth získal první nejrychlejší kolo.
- Nick Heidfeld startoval ve 100. GP.
- Nico Rosberg při premiérovém závodě zajel nejrychlejší kolo.